# Dos comediantes
Dos comediantes  o, a veces, Dos personajes cómicos, es una pintura al óleo sobre lienzo del artista estadounidense Edward Hopper de 1965 y que se conserva en una colección privada desde una venta de Sotheby's/Christie's en Nueva York, el 16 de noviembre de 2018, después de haber pertenecido anteriormente al matrimonio Sinatra entre 1972 y 1995 cuando vivían en Rancho Mirage.  

## Descripción
Dos actores vestidos de blanco como Colombina y Pierrot, personajes de la Commedia dell'arte, vienen a saludar al público en la parte delantera del escenario, vistos desde un ángulo bajo. La parte inferior del cuadro está ocupada por la carpintería amarilla moldeada del borde del escenario que se eleva hacia la derecha, ocultando una decoración verde. El fondo es un telón azul medianoche.

## Análisis
Las dos figuras, una alta masculina que sostiene la mano de la más pequeña femenina, saludan a sus espectadores. Como presagio de una muerte próxima, los historiadores coinciden en que la obra representa el último saludo de la pareja Jo y Edward Hopper al mundo, donde el artista rinde homenaje a su esposa: el pintor, entonces con una salud frágil a causa de un glaucoma y una condición de cataratas, ya no quería estar solo después de muchos años de relaciones tormentosas en su matrimonio. Sabía que su mala salud le impediría pintar  y este es su último cuadro: murió en 1967 y su esposa en 1968. Claramente inspirada en los protagonistas de Les Enfants du paradis película que apreciaba, la escena contrasta con la mayoría de las composiciones del maestro, que sólo muestran personajes ignorándose unos a otros, o en soledad.